# هالفدان گرن اولسن
هالفدان گرن اولسن (انگلیسی: Halfdan Gran Olsen; ۷ اکتبر ۱۹۱۰ – ۱۶ ژانویهٔ ۱۹۷۱) قایقران روئینگ اهل نروژ بود.